# Atle Selberg
Atle Selberg (ur. 14 czerwca 1917 w Langesund zm. 6 sierpnia 2007 w Princeton) – norweski matematyk. Laureat medalu Fieldsa (1950) i nagrody Wolfa (1986).